# John de St John

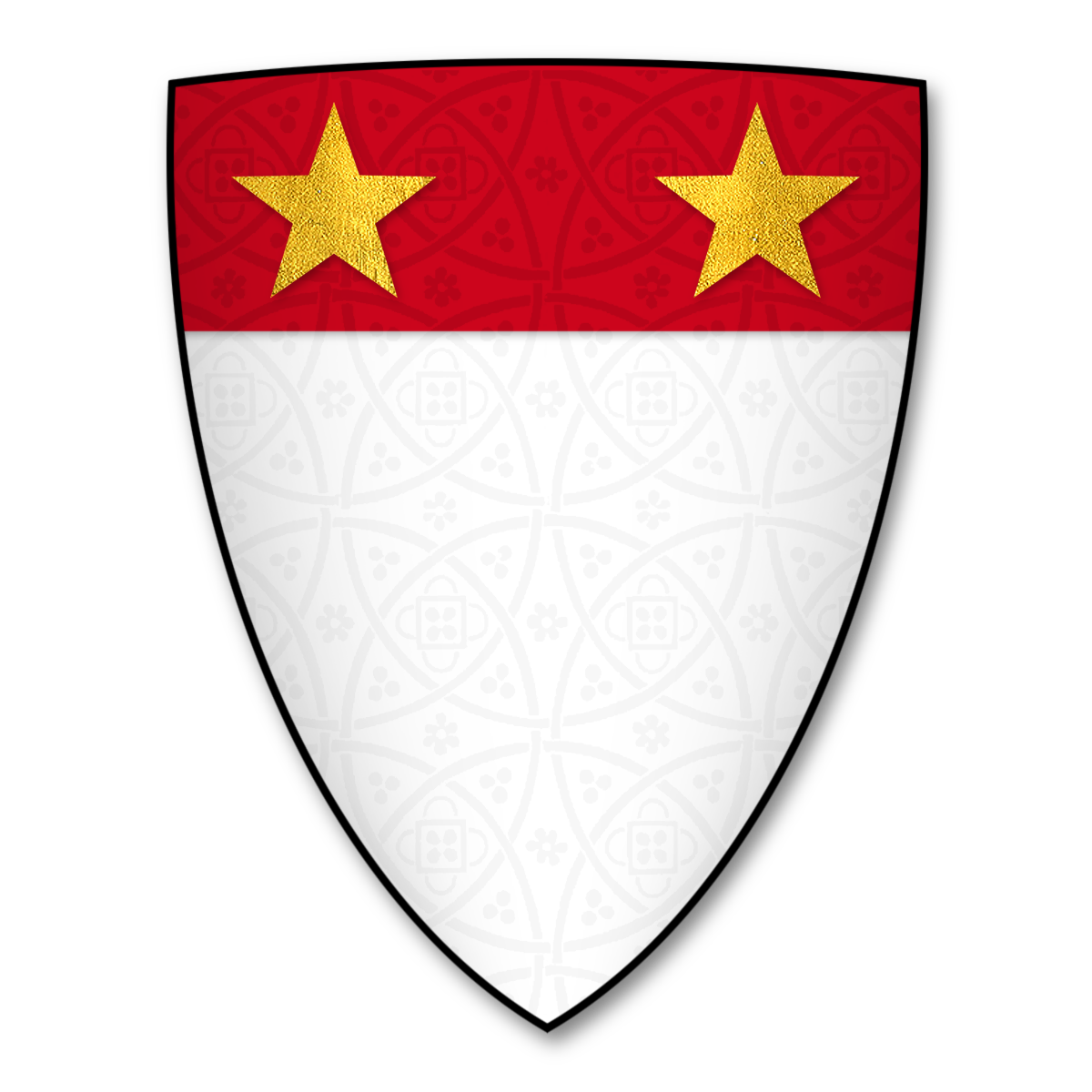
Wappen von John de St John

Sir John de St John († 6. September 1302 in Lochmaben Castle) war ein englischer Adliger und Diplomat. Als fähiger Militär und Ritter des königlichen Haushalts diente er vor allem König Eduard I. bei dessen Kriegen in Frankreich und Schottland. Der König betraute ihn dabei mit zahlreichen Ämtern und Aufgaben.

## Herkunft
John de St John war ein Sohn von Robert de St John und von dessen Frau Agnes de Cantilupe. Väterlicherseits war er ein Enkel von William de Port. Sein Großvater hatte als Ehemann von Mabel, der Erbin von Roger de St John aus Sussex den Namen St John angenommen. Nachdem Johns Vater im März 1267 gestorben war, erbte John die Herrschaft Halnaker sowie weitere Besitzungen in Sussex, Hampshire, Herefordshire, Berkshire, Warwickshire und Kent.

## Aufstieg als Militär und Diplomat im Dienst des Königs
Während der unruhigen Zeit des Zweiten Kriegs der Barone in den 1260er Jahren blieb St John ein loyaler Gefolgsmann von König Heinrich III. und von dessen Sohn Lord Eduard. Nach dem Ende des Kriegs der Barone begnadigte der König 1269 St John und sein Gefolge für alle Vergehen, die sie während des Bürgerkriegs begangen hatten. Er nahm nicht am Kreuzzug des Lord Eduard teil, sondern blieb in England. Nachdem Heinrich III. 1272 gestorben war, gehörte St John dem Rat an, der Lord Eduard informierte, dass sein Vater gestorben war und er nun englischer König sei. Als Ritter des königlichen Haushalts nahm er 1277 und 1282 an den Feldzügen von Eduard I. zur Eroberung von Wales teil, und im September 1283 gehörte er dem Parlament in Shrewsbury an, bei dem der letzte walisische Fürst Dafydd ap Gruffydd zum Tode verurteilt wurde. Von 1286 bis 1289 gehörte St John zum Gefolge des Königs, als dieser Frankreich und seine Besitzungen in Aquitanien besuchte. Dabei vermittelte Eduard I. von Südwestfrankreich aus in dem Streit zwischen den Königen von Aragón und König Karl von Anjou über das Königreich Sizilien. St John wurde dabei von Oktober 1288 bis März 1289 als Geisel für die Erfüllung des 1288 geschlossenen Vertrags von Canfranc gestellt. Nachdem der König erfahren hatte, dass während seiner Abwesenheit in der Gascogne zahlreiche Richter in England ihre Stellung missbraucht hätten, gehörte St John ab Oktober 1289 der siebenköpfigen Kommission an, die Beschwerden über die königlichen Richter sammelte. 1290 reiste er als Gesandter des Königs zu Papst Nikolaus IV., um über einen weiteren Kreuzzug sowie über die Besteuerung der englischen Geistlichkeit mit einem Zehnten zu dessen Finanzierung zu verhandeln. Von 1291 bis 1292 reiste er als Gesandter nach Tarascon, um weiter im Streit zwischen Neapel-Sizilien und Aragónzu vermitteln. Von Februar bis März 1292 war er als Gesandter bei Papst Nikolaus IV. in Rom, um die päpstliche Bestätigung der Rolle des englischen Königs als Schiedsrichter zwischen den Anwärtern auf den schottischen Thron einzuholen.

## Dienst in Aquitanien

### Lieutenant von Aquitanien
Am 12. Juli 1293 ernannte Eduard I. St John zum Lieutenant von Aquitanien, wofür er jährlich 2000 livres tournois erhalten sollte. Schon lange bestehende Spannungen zwischen südwestfranzösischen Untertanen von Eduard I. und französischen Untertanen hatten im Mai 1293 zu bewaffneten Auseinandersetzungen zwischen Seeleuten in Bordeaux geführt, wofür der französische König den englischen König zur Verantwortung ziehen wollte. Nach seiner Ankunft in Aquitanien bemühte sich St John deshalb, die dortigen englischen Burgen und Städte mit Vorräten und Besatzungen zu verstärken. Edmund of Lancaster, der Bruder von Eduard I., konnte derweil in Paris einen Waffenstillstand erreichen, für den er am 3. Februar 1294 den Franzosen die zeitweise Besetzung der Gascogne zugestehen musste. Am 20. Februar 1294 kam es in der Burg von Saint-Macaire zu einer Konfrontation zwischen St John und zwei französischen Gesandten, die die Burg aufgrund des Waffenstillstands übernehmen wollten. Vermutlich hatte St John die Nachricht von der Übergabe der Burgen noch nicht erreicht, denn er verwehrte den Franzosen zunächst den Zutritt in die Burg. Schließlich ließ er sie in die Burg, empfing sie aber erst nach langer Wartezeit. Dann erkannte er die französischen Vollmachten, die Burg zu übernehmen, nicht an und schickte die beiden Gesandten zurück zum Connétable von Frankreich. Vor dem 3. März erhielt er jedoch Anweisungen von Lancaster, worauf er widerstrebend die Burg sowie alle weiteren Burgen in Aquitanien übergab. Anschließend reiste er über Paris zurück nach England.

### Militär im Französisch-Englischen Krieg
Entgegen der mit Lancaster getroffenen Vereinbarung weigerte sich die Franzosen danach, die Burgen zurückzugeben. Daraufhin widerrief der englische König am 20. Juni 1294 seine Hommage für seine französischen Besitzungen, worauf es zum offenen Krieg mit Frankreich kam. Am 1. Juli 1294 ernannte Eduard I. seinen Neffen Johann von der Bretagne zum neuen Lieutenant von Aquitanien, während St John das Amt des Seneschall von Aquitanien übernehmen sollte. In dieser Funktion sollte er als Hauptberater von Johann von der Bretagne dienen. Im Oktober 1294 brach er mit einer Flotte und mit Truppen von Portsmouth aus nach Südwestfrankreich aus. Dort eroberten sie einige kleinere Städte, doch die Eroberung von Bordeaux scheiterte. Daraufhin teilte sich die englische Streitmacht. Während ein Teil der Armee die Garonne hinaufsegelte, segelte St John mit einem Teil der Armee nach Süden, wo er am 1. Januar 1295 Bayonne erobern konnte. Dort ließ er die Mitglieder des Stadtrats, die die Franzosen unterstützt hatten, verhaften und nach England bringen. Gegen diese englischen Angriffe unternahmen die Franzosen 1295 Gegenangriffe unter Karl von Valois und 1296 unter Robert II. d’Artois. Die Engländer konnten nur den südlichen Teil von Aquitanien mit Bayonne halten. St John oblag dabei die Verteidigung und Versorgung der verbliebenen Städte und Burgen.

### Gefangennahme und Gefangenschaft

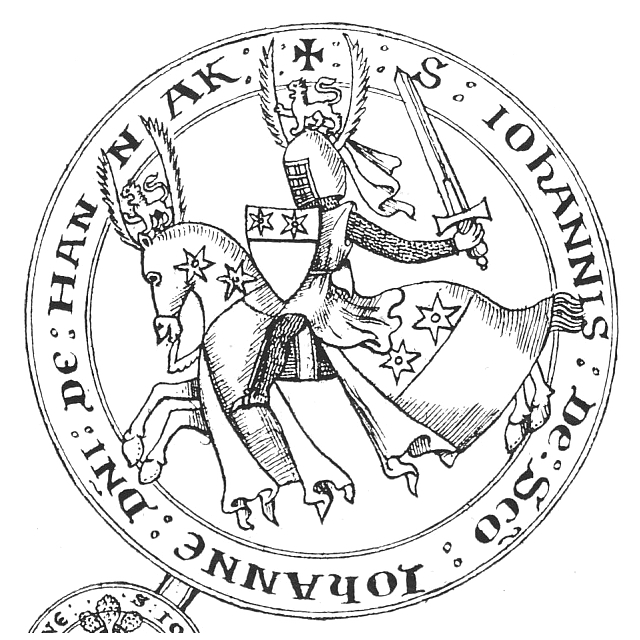
Siegel von John de St John

Im Oktober 1295 wurde Johann von der Bretagne als Lieutenant durch Edmund of Lancaster abgelöst, während St John weiter Seneschall blieb. Lancaster erkrankte und starb am 5. Juni 1296 in Bayonne, sein Nachfolger wurde Henry de Lacy, 3. Earl of Lincoln. Keine der beiden Parteien konnte einen größeren Sieg erringen, so dass sich der Krieg in Plünderungen und Belagerungen erschöpfte. Am 2. Februar 1297 eskortierten Lincoln und St John einen Versorgungskonvoi, der das belagerte Bonnegarde versorgen sollte. Dabei gerieten die Engländer in einen Hinterhalt der Truppen von Robert d’Artois. Trotz tapferer Gegenwehr geriet St John mit zehn anderen Rittern aus England und der Gascogne in Gefangenschaft. Die Franzosen brachten ihn als einen der wichtigsten gegnerischen Kommandanten nach Paris, dann nach Péronne in Nordostfrankreich und in andere Orte. Das geforderte Lösegeld von £ 5000 überstieg St Johns Möglichkeiten. Sein Sohn John, der mit ihm in Aquitanien gekämpft hatte, erhielt im September 1297 Gelder vom Zahlmeister des englischen Heeres und von Kaufleuten aus Bayonne, um die Kosten für St Johns Gefangenschaft, die er selbst tragen musste, zu begleichen. Im Mai 1298 trug Westminster Abbey £ 250 zu dem Lösegeld bei, und schließlich zahlten die Frescobaldi und andere italienische Bankiers 20.000 livres petits tournois im Auftrag von Eduard I. an den französischen König, damit St John freikam. Nach dem Vertrag von L’Aumône wurde St John schließlich im Sommer 1299 freigelassen und kehrte nach England zurück. Um einen Teil seiner Schulden zu begleichen, verpfändete er im November 1299 vier seiner Güter an die Bankiere Buonsignori aus Siena.

## Dienst im Schottischen Unabhängigkeitskrieg
Nach seiner Freilassung kehrte St John nicht in die Gascogne zurück, sondern diente Eduard I. in den Kämpfen des Schottischen Unabhängigkeitskriegs. Bereits im November 1292 war er in Schottland gewesen, als er in Scone als Vertreter des minderjährigen Duncan, 9. Earl of Fife zusammen mit Bischof Antony Bek von Durham John Balliol als neuen schottischen König einsetzte. Im Januar 1300 ernannte der König St John zu seinem Stellvertreter in Cumberland, Westmorland, Lancashire, Annandale und den Scottish Marches bis Roxburgh. Im Juli nahm er zusammen mit seinem Sohn John an der Belagerung von Caerlaverock Castle teil, wo er den jungen Prince Eduard beaufsichtigte, für den die Belagerung seine erste militärische Aktion war. Dazu erhielt St John weitere Ämter in Schottland, darunter die Verwaltung von Galloway sowie das Amt des Sheriffs von Dumfries. Als Knight Banneret erhielt er für sein großes Gefolge regelmäßig Soldzahlungen sowie Ersatz für Pferde und andere Ausrüstung, die er im Dienst des Königs in Schottland benötigte. Im Februar 1301 gehörte er zu den etwa 100 Baronen, die in ihrem Brief an Papst Bonifatius VIII. dessen Recht bestritten, im Französisch-Englischen und im Englisch-Schottischen Krieg zu intervenieren. Im März 1301 gehörte er zusammen mit den Earls of Warwick, Surrey und Pembroke sowie mit Hugh de Vere der englischen Delegation an, die in Canterbury einen Frieden mit Frankreich und einen Waffenstillstand mit Schottland aushandeln sollte. Vor dem 16. Februar 1302 ergab sich ihm der schottische Magnat Robert Bruce, der vier Jahre später erneut rebellierte und sich zum König der Schotten krönen ließ.
Als Dank für seine Dienste in Schottland erhielt St John einige Besitzungen in Schottland und den nördlichen Scottish Marches. Diese Gebiete waren jedoch teils umkämpft oder gar nicht in englischen Besitz, so dass sie nicht seine Verluste aufwogen, die er durch seine Gefangenschaft gehabt hatte. Im September 1300 erhielt er deshalb vom König 1000 Mark jährlich, solange er die ihm zugesagten Besitzungen in Galloway nicht in Besitz nehmen könne. Weitere Einkünfte erhielt er als Kommandant von Cockermouth und Skipton Castle in Craven sowie von Lochmaben Castle, wo er 1302 starb.

## Familie und Nachkommen
John de St John hatte vor dem 29. Juni 1256 Alice, eine Tochter von Sir Reginald fitz Peter geheiratet. Seine Frau überlebte ihn, mit ihr hatte er mehrere Söhne. Sein Erbe wurde sein ältester Sohn John de St John.